# 阿施河 (格拉特河支流)
47°21′13″N 8°39′50″E / 47.35374°N 8.66390°E

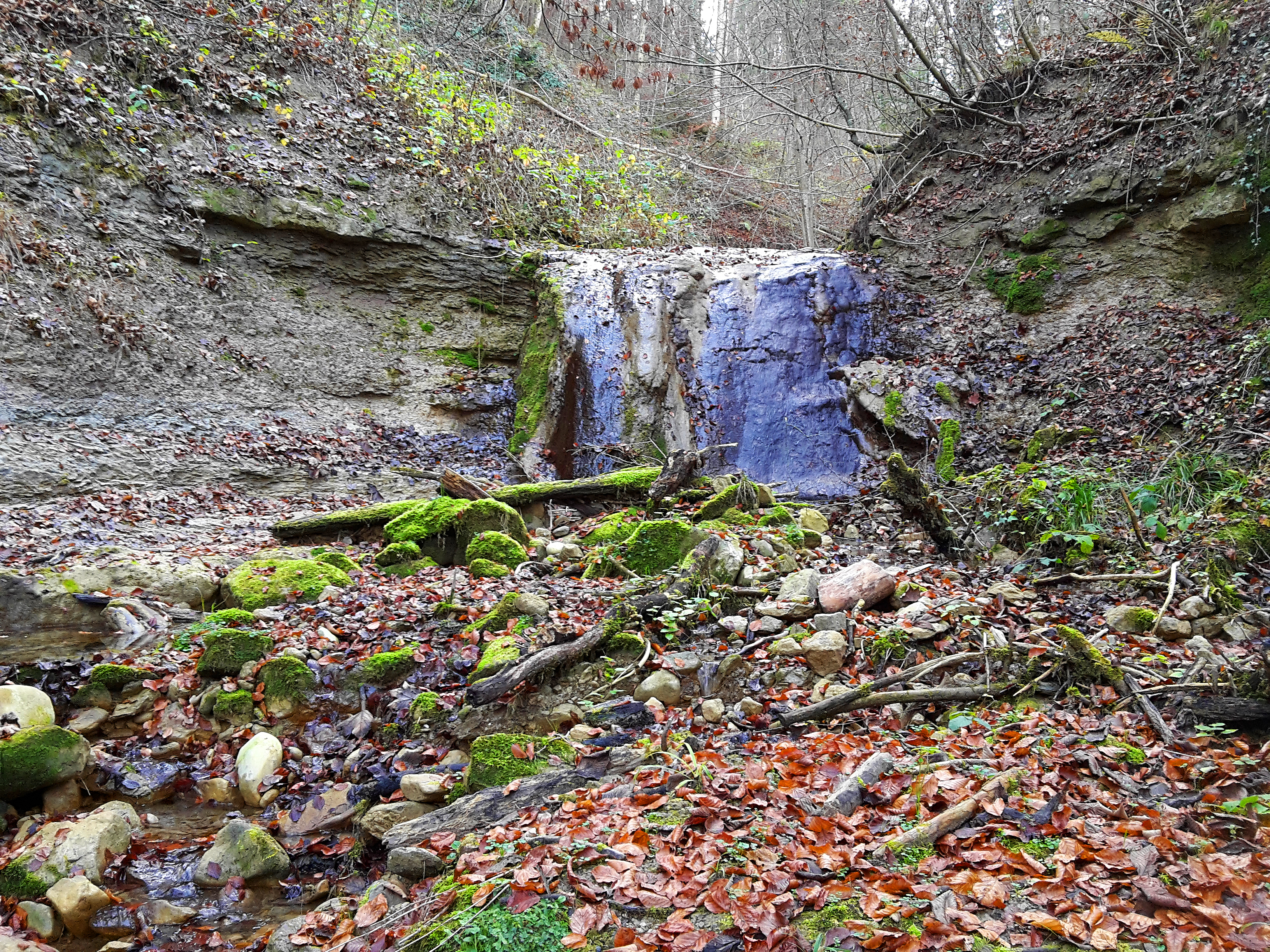

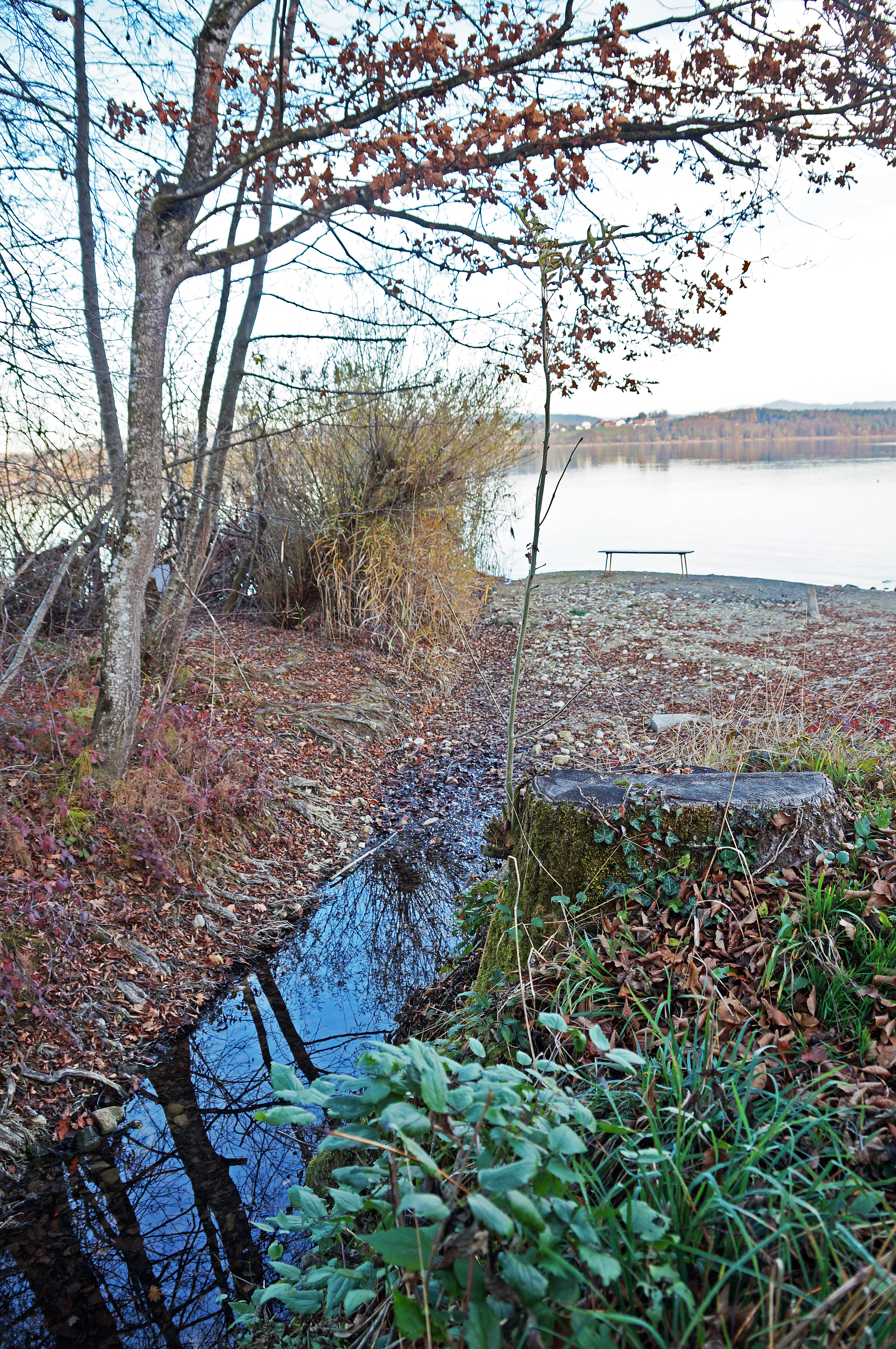

阿施河（德語：Aschbach）是瑞士蘇黎世州的河流，位於該國北部，屬於格拉特河的支流，河道全長3公里，流域面積1平方公里，發源自瓦斯山，最終注入格赖芬湖。